# Фёдоров, Константин Георгиевич
Константин Георгиевич Фёдоров (укр. Костянтин Георгійович Федоров; 13 апреля 1923, село Байкальское — 12 июня 1994, Запорожье) — советский и украинский учёный-правовед, специалист в области истории государства и права. Доктор исторических наук (1969), профессор (1973). Заслуженный юрист РСФСР (1978). Участник Великой Отечественной войны. 

## Биография
Константин Георгиевич Фёдоров родился 13 апреля 1923 года. Работал на должностях профессора, заведующего кафедрой в Ростовском государственном университете, Ростовском факультете Академии МВД СССР, Алтайском государственном университете, Донецком государственный университет и Запорожском государственном университете.